# 李富成
李富成，男，汉族，江苏响水县人，南京师范大学学士，湘潭大学硕士，中国人民公安大学博士，湘潭大学客座教授，先后从事教师、法官、警察等职业，主持东方法眼。出版专著5部，主编《中国公安机关执法规范化建设丛书》中3部书籍，主编《中国刑事法制建设丛书》1部书籍，发表文章70余篇。其中，《刑事推定研究》获北京市优秀博士论文。目前，主要从事侦查取证及网络舆情研究。